# Andrzej Hampel
Andrzej Bolesław Hampel (ur. 13 listopada 1939 w Łodzi, zm. 12 kwietnia 2022) – polski dziennikarz.

## Życiorys
Andrzej Hampel był synem Bolesława i Jadwigi Hampelów. W 1962 został przyjęty do Polskiej Zjednoczonej Partii Robotniczej (PZPR). W 1963 zadebiutował w tygodniku „Odgłosy”, następnie pracował również jako publicysta, krytyk literacki, sekretarz oraz zastępca redaktora naczelnego w „Dzienniku Łódzkim” (1976–1981). Ponadto w latach 80. XX w. był wiceprzewodniczącym Rady Łódzkiej Patriotycznego Ruchu Odrodzenia Narodowego (PRON), w 1986 został redaktorem naczelnym Łódzkiego Ośrodka Telewizyjnego, a od 1989 redaktorem naczelnym „Głosu Robotniczego” (późn. „Głos Poranny”).
Był członkiem Stowarzyszenia Dziennikarzy Polskich i Stowarzyszenia Dziennikarzy Rzeczypospolitej Polskiej.

### Życie prywatne
Przez wiele lat Hampel mieszkał w Szwecji. Został pochowany 20 kwietnia 2022 na cmentarzu katolickim Doły w Łodzi.

## Odznaczenia
- Srebrny Krzyż Zasługi,
- Krzyż Kawalerski Orderu Odrodzenia Polski,
- Medal 40-lecia Polski Ludowej,
- Honorowa Odznaka Miasta Łodzi,
- Odznaka „Zasłużony Działacz Kultury”[2].